# Samuel Heurlin (1820–1897)
Samuel Heurlin, född 12 januari 1820 i Växjö, död 25 juni 1897 i Kvidinge socken, Kristianstads län, var en svensk präst. Han var son till Christopher Isac Heurlin. 
Heurlin blev student vid Lunds universitet 1838 och filosofie magister 1844. Han blev amanuens vid Lunds universitetsbibliotek 1844, prästvigdes 1845, blev prebendekomminister i Stora Uppåkra socken 1845, predikant vid Lunds lasarett 1849, docent i pastoralteologi vid Lunds universitet 1850, domkyrkoadjunkt i Lund 1850, pastor vid Södra skånska infanteriregementet 1850, kyrkoherde i Kvidinge socken 1855 och kontraktsprost 1888. Han var riksdagsfullmäktig i prästeståndet 1866. Han utgav latinska disputationer samt en predikan på Nittonde söndagen efter trefaldighet.